# UEFA Women's Nations League 2023-2024
La UEFA Women's Nations League 2023-2024 è la prima edizione della UEFA Women's Nations League, una competizione calcistica disputata tra le nazionali maggiori femminili europee. È iniziata il 22 settembre 2023 e si è conclusa il 28 febbraio 2024 con la finale.

## Stagione

### Formula
Le squadre nazionali UEFA sono divise in tre leghe, con 16 squadre nelle leghe A e B e 19 squadre nella Lega C. Le squadre sono assegnate alle leghe in base al coefficiente UEFA.
Le leghe A e B sono composte da quattro gruppi di 4 squadre ciascuno, mentre la Lega C è composta da gruppi di 4 e 3 squadre. Questo formato garantisce che per quasi tutti i gruppi, le squadre dello stesso gruppo giochino le loro ultime partite contemporaneamente.
Nella Lega A, le squadre competono per diventare campioni della UEFA Nations League femminile. I quattro vincitori dei gruppi della Lega A si qualificano per la fase finale della UEFA Nations League che si gioca in un formato a eliminazione diretta, composto da semifinali, finale per il terzo posto e finale. Le prime due squadre della Final Four (ad eccezione della Francia) si qualificheranno per il torneo di calcio olimpico femminile.
Inoltre la competizione prevede promozioni e retrocessioni, che entreranno in vigore durante le qualificazioni a Euro 2025 (che utilizzeranno una struttura di qualificazione identica). Le vincitrici dei gironi delle Leghe B e C saranno automaticamente promosse, mentre le quarte classificate delle Leghe A e B, nonché la terza classificata più bassa della Lega B (a seconda del numero di iscritti), saranno automaticamente retrocesse. Anche le partite di promozione/retrocessione si svolgeranno in casa e in trasferta, parallelamente alle finali della Nations League femminile, con le vincitrici che passeranno nella lega superiore e le sconfitte che retrocederanno nella lega inferiore. Le terze classificate della Lega A incontreranno le seconde classificate della Lega B, mentre le tre terze migliori classificate della Lega B incontreranno le tre seconde migliori classificate della Lega C (a seconda del numero di partecipanti).

## Programma
Di seguito è riportato il programma della UEFA Nations League femminile 2023-2024.
| Fase                              | Turno           | Date                           |
| --------------------------------- | --------------- | ------------------------------ |
| Fase a gironi                     | 1ª giornata     | 21-22 settembre 2023           |
| Fase a gironi                     | 2ª giornata     | 26 settembre 2023              |
| Fase a gironi                     | 3ª giornata     | 26-27 ottobre 2023             |
| Fase a gironi                     | 4ª giornata     | 31 ottobre 2023                |
| Fase a gironi                     | 5ª giornata     | 30 novembre - 1º dicembre 2023 |
| Fase a gironi                     | 6ª giornata     | 5 dicembre 2023                |
| Fase finale                       | Semifinali      | 21-28 febbraio 2024            |
| Fase finale                       | Finale 3º posto | 21-28 febbraio 2024            |
| Fase finale                       | Finale          | 21-28 febbraio 2024            |
| Play-off promozione/retrocessione | Andata          | 21-28 febbraio 2024            |
| Play-off promozione/retrocessione | Ritorno         | 21-28 febbraio 2024            |

## Leghe e squadre partecipanti
Lega A
     Lega B
     Lega C
     Non partecipanti / Esclusa

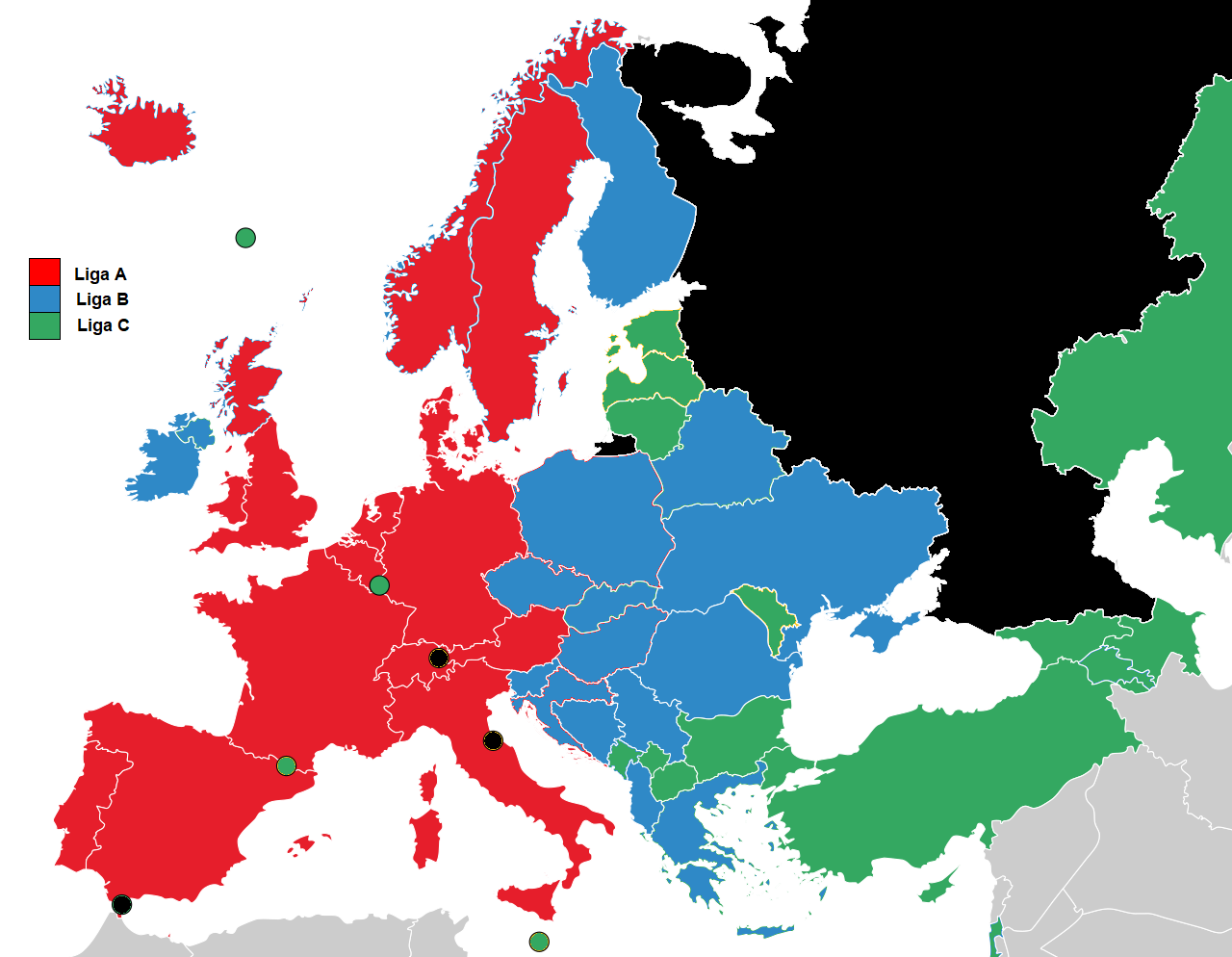
Divisione delle varie squadre nazionali nelle rispettive leghe.
Lega A
Lega B
Lega C
Non partecipanti / Esclusa

Non sono previste qualificazioni per questo torneo, visto che lo scopo è quello di sostituire le partite amichevoli internazionali, che venivano giocate seguendo il calendario delle competizioni internazionali della FIFA.
| Lega A (16 squadre) | Lega A (16 squadre)  | Lega A (16 squadre) | Lega A (16 squadre) |
| ------------------- | -------------------- | ------------------- | ------------------- |
| Inghilterra         | Germania             | Francia             | Svezia              |
| Spagna              | Paesi Bassi          | Norvegia            | Danimarca           |
| Italia              | Belgio               | Austria             | Islanda             |
| Svizzera            | Galles               | Portogallo          | Scozia              |
| Lega B (16 squadre) |                      |                     |                     |
| Irlanda             | Polonia              | Rep. Ceca           | Finlandia           |
| Serbia              | Slovenia             | Irlanda del Nord    | Romania             |
| Ucraina             | Bosnia ed Erzegovina | Slovacchia          | Ungheria            |
| Grecia              | Croazia              | Bielorussia         | Albania             |
| Lega C (19 squadre) |                      |                     |                     |
| Malta               | Israele              | Azerbaigian         | Turchia             |
| Macedonia del Nord  | Kosovo               | Montenegro          | Lussemburgo         |
| Estonia             | Moldavia             | Lituania            | Kazakistan          |
| Lettonia            | Bulgaria             | Cipro               | Fær Øer             |
| Georgia             | Armenia              | Andorra             |                     |

## Sorteggio dei gruppi
Il sorteggio per la fase del torneo si è svolto il 2 maggio 2023 alle 13:30 CEST a Nyon in Svizzera. Le squadre sono state suddivise nelle tre leghe in base al ranking femminile UEFA.
Tutte le 55 squadre nazionali UEFA potevano presentare una domanda per competere alla Nations League entro il 23 marzo 2023, che funge anche da domanda per le qualificazioni a Euro 2025. Tuttavia, la Russia è sospesa a tempo indeterminato dalle competizioni UEFA e FIFA a causa dell'invasione russa dell'Ucraina.
Inoltre, al momento della disputa del torneo, Gibilterra e Liechtenstein non hanno partecipato a una competizione UEFA o FIFA, mentre San Marino non ha una nazionale femminile.
| Fascia | Squadra     | Coeff  | Rank |
| ------ | ----------- | ------ | ---- |
| 1      | Inghilterra | 46,178 | 1    |
| 1      | Germania    | 43,043 | 2    |
| 1      | Francia     | 42,584 | 3    |
| 1      | Svezia      | 40,823 | 4    |
| 2      | Spagna      | 40,472 | 5    |
| 2      | Paesi Bassi | 39,910 | 6    |
| 2      | Norvegia    | 38,715 | 7    |
| 2      | Danimarca   | 37,535 | 8    |
| 3      | Italia      | 36,455 | 9    |
| 3      | Belgio      | 34,794 | 10   |
| 3      | Austria     | 33,963 | 11   |
| 3      | Islanda     | 33,348 | 12   |
| 4      | Svizzera    | 33,101 | 13   |
| 4      | Galles      | 29,942 | 15   |
| 4      | Portogallo  | 29,744 | 16   |
| 4      | Scozia      | 29,335 | 17   |

| Fascia | Squadra              | Coeff  | Rank |
| ------ | -------------------- | ------ | ---- |
| 1      | Irlanda              | 28,877 | 18   |
| 1      | Polonia              | 28,458 | 19   |
| 1      | Rep. Ceca            | 27,508 | 20   |
| 1      | Finlandia            | 26,757 | 21   |
| 2      | Serbia               | 26,517 | 22   |
| 2      | Slovenia             | 26,445 | 23   |
| 2      | Irlanda del Nord     | 25,711 | 24   |
| 2      | Romania              | 24,877 | 25   |
| 3      | Ucraina              | 24,359 | 26   |
| 3      | Bosnia ed Erzegovina | 23,091 | 27   |
| 3      | Slovacchia           | 19,213 | 28   |
| 3      | Ungheria             | 18,552 | 29   |
| 4      | Grecia               | 17,556 | 30   |
| 4      | Croazia              | 17,523 | 31   |
| 4      | Bielorussia          | 16,890 | 32   |
| 4      | Albania              | 16,826 | 33   |

| Fascia | Squadra            | Coeff  | Rank |
| ------ | ------------------ | ------ | ---- |
| 1      | Malta              | 16,021 | 34   |
| 1      | Israele            | 15,543 | 35   |
| 1      | Azerbaigian        | 14,876 | 36   |
| 1      | Turchia            | 14,865 | 37   |
| 1      | Macedonia del Nord | 14,483 | 38   |
| 2      | Kosovo             | 14,226 | 39   |
| 2      | Montenegro         | 12,668 | 40   |
| 2      | Lussemburgo        | 12,051 | 41   |
| 2      | Estonia            | 9,750  | 42   |
| 2      | Moldavia           | 9,654  | 43   |
| 3      | Lituania           | 9,649  | 44   |
| 3      | Kazakistan         | 8,662  | 45   |
| 3      | Lettonia           | 8,543  | 46   |
| 3      | Bulgaria           | 8,200  | 47   |
| 3      | Cipro              | 8,032  | 48   |
| 4      | Fær Øer            | 7,020  | 49   |
| 4      | Georgia            | 6,977  | 50   |
| 4      | Armenia            | 6,500  | 51   |
| 4      | Andorra            | 1,903  | 52   |

| Squadra       | Coeff | Rank |
| ------------- | ----- | ---- |
| Gibilterra    | 0     | —    |
| Liechtenstein | 0     | —    |
| San Marino    | 0     | —    |

| Squadra | Coeff  | Rank |
| ------- | ------ | ---- |
| Russia  | 32,203 | 14   |

Note
1. ↑  Il 28 febbraio 2022 la Russia è stata sospesa a tempo indeterminato dalla partecipazione alle competizioni UEFA e FIFA a causa dell'invasione dell'Ucraina da parte del proprio paese, pertanto non parteciperà alla UEFA Nations League femminile 2023-24.

## Lega A

### Gruppo 1
| Pos. | Squadra     | Pt | G | V | N | P | GF | GS | DR  |
| ---- | ----------- | -- | - | - | - | - | -- | -- | --- |
| 1    | Paesi Bassi | 12 | 6 | 4 | 0 | 2 | 14 | 6  | +8  |
| 2    | Inghilterra | 12 | 6 | 4 | 0 | 2 | 15 | 8  | +7  |
| 3    | Belgio      | 8  | 6 | 2 | 2 | 2 | 7  | 10 | -3  |
| 4    | Scozia      | 2  | 6 | 0 | 2 | 4 | 3  | 15 | -12 |

| Squadra     | Inghilterra (bandiera) | Paesi Bassi (bandiera) | Belgio (bandiera) | Scozia (bandiera) |
| ----------- | ---------------------- | ---------------------- | ----------------- | ----------------- |
| Inghilterra |                        | 3 - 2                  | 1 - 0             | 2 - 1             |
| Paesi Bassi | 2 - 1                  |                        | 4 - 0             | 4 - 0             |
| Belgio      | 3 - 2                  | 2 - 1                  |                   | 1 - 1             |
| Scozia      | 0 - 6                  | 0 - 1                  | 1 - 1             |                   |

### Gruppo 2
| Pos. | Squadra    | Pt | G | V | N | P | GF | GS | DR |
| ---- | ---------- | -- | - | - | - | - | -- | -- | -- |
| 1    | Francia    | 16 | 6 | 5 | 1 | 0 | 9  | 1  | +8 |
| 2    | Austria    | 10 | 6 | 3 | 1 | 2 | 7  | 8  | -1 |
| 3    | Norvegia   | 5  | 6 | 1 | 2 | 3 | 9  | 8  | +1 |
| 4    | Portogallo | 3  | 6 | 1 | 0 | 5 | 5  | 13 | -8 |

| Squadra    | Francia (bandiera) | Norvegia (bandiera) | Austria (bandiera) | Portogallo (bandiera) |
| ---------- | ------------------ | ------------------- | ------------------ | --------------------- |
| Francia    |                    | 0 - 0               | 3 - 0              | 2 - 0                 |
| Norvegia   | 1 - 2              |                     | 1 - 1              | 4 - 0                 |
| Austria    | 0 - 1              | 2 - 1               |                    | 2 - 1                 |
| Portogallo | 0 - 1              | 3 - 2               | 1 - 2              |                       |

### Gruppo 3
| Pos. | Squadra   | Pt | G | V | N | P | GF | GS | DR  |
| ---- | --------- | -- | - | - | - | - | -- | -- | --- |
| 1    | Germania  | 13 | 6 | 4 | 1 | 1 | 14 | 3  | +11 |
| 2    | Danimarca | 12 | 6 | 4 | 0 | 2 | 10 | 6  | +4  |
| 3    | Islanda   | 9  | 6 | 3 | 0 | 3 | 4  | 8  | -4  |
| 4    | Galles    | 1  | 6 | 0 | 1 | 5 | 4  | 15 | -11 |

| Squadra   | Germania (bandiera) | Danimarca (bandiera) | Islanda (bandiera) | Galles (bandiera) |
| --------- | ------------------- | -------------------- | ------------------ | ----------------- |
| Germania  |                     | 3 - 0                | 4 - 0              | 5 - 1             |
| Danimarca | 2 - 0               |                      | 0 - 1              | 2 - 1             |
| Islanda   | 0 - 2               | 0 - 1                |                    | 1 - 0             |
| Galles    | 0 - 0               | 1 - 5                | 1 - 2              |                   |

### Gruppo 4
| Pos. | Squadra  | Pt | G | V | N | P | GF | GS | DR  |
| ---- | -------- | -- | - | - | - | - | -- | -- | --- |
| 1    | Spagna   | 15 | 6 | 5 | 0 | 1 | 23 | 9  | +14 |
| 2    | Italia   | 10 | 6 | 3 | 1 | 2 | 8  | 5  | +3  |
| 3    | Svezia   | 7  | 6 | 2 | 1 | 3 | 8  | 10 | -2  |
| 4    | Svizzera | 3  | 6 | 1 | 0 | 5 | 2  | 17 | -15 |

| Squadra  | Svezia (bandiera) | Spagna (bandiera) | Italia (bandiera) | Svizzera (bandiera) |
| -------- | ----------------- | ----------------- | ----------------- | ------------------- |
| Svezia   |                   | 2 - 3             | 1 - 1             | 1 - 0               |
| Spagna   | 5 - 3             |                   | 2 - 3             | 5 - 0               |
| Italia   | 0 - 1             | 0 - 1             |                   | 3 - 0               |
| Svizzera | 1 - 0             | 1 - 7             | 0 - 1             |                     |

Legenda:
      Qualificate alla fase finale.
      Qualificate al play-off A-B.
      Retrocesse in Lega B delle qualificazioni al campionato europeo femminile di calcio 2025.

### Fase finale
Gli accoppiamenti e la squadra di casa sono stati sorteggiati l'11 dicembre 2023.

#### Tabellone
|  | Semifinali | Semifinali  | Semifinali |         |        | Finale          | Finale          | Finale          |  |
|  |            |             |            |         |        |                 |                 |                 |  |
|  | A4         | Spagna      | 3          |         |        |                 |                 |                 |  |
|  | A4         | Spagna      | 3          |         |        |                 |                 |                 |  |
|  | A1         | Paesi Bassi | 0          |         |        |                 |                 |                 |  |
|  | A1         | Paesi Bassi | 0          |         | Spagna | Spagna          | 2               |                 |  |
|  |            |             |            |         | Spagna | Spagna          | 2               |                 |  |
|  |            |             | Francia    | Francia | 0      |                 |                 |                 |  |
|  | A2         | Francia     | Francia    | Francia | 0      | 2               |                 |                 |  |
|  | A2         | Francia     |            |         |        | 2               |                 |                 |  |
|  | A3         | Germania    | 1          |         |        | Finale 3º posto | Finale 3º posto | Finale 3º posto |  |
|  | A3         | Germania    | 1          |         |        |                 |                 |                 |  |
|  |            |             |            |         |        |                 |                 |                 |  |
|  |            |             |            |         |        | Paesi Bassi     | Paesi Bassi     | 0               |  |
|  |            |             |            |         |        | Paesi Bassi     | Paesi Bassi     | 0               |  |
|  |            |             |            |         |        | Germania        | Germania        | 2               |  |

#### Semifinali
| Arbitro: | Rebecca Welch |

|                                    |           |  |
| Hermoso 41’ Bonmatí 45’ Batlle 77’ | Marcatori |  |

| Arbitro: | Esther Staubli |

|                                  |           |                  |
| Diani 41’ Karchaoui 45+4’ (rig.) | Marcatori | 82’ (rig.) Gwinn |

#### Finale 3º posto
| Arbitro: | Stéphanie Frappart |

|  |           |                       |
|  | Marcatori | 66’ Bühl 78’ Schüller |

#### Finale
| Arbitro: | Tess Olofsson |

|                           |           |  |
| Bonmatí 32’ Caldentey 53’ | Marcatori |  |

## Lega B

### Gruppo 1
| Pos. | Squadra          | Pt | G | V | N | P | GF | GS | DR  |
| ---- | ---------------- | -- | - | - | - | - | -- | -- | --- |
| 1    | Irlanda          | 18 | 6 | 6 | 0 | 0 | 20 | 2  | +18 |
| 2    | Ungheria         | 8  | 6 | 2 | 2 | 2 | 11 | 9  | +2  |
| 3    | Irlanda del Nord | 7  | 6 | 2 | 1 | 3 | 9  | 13 | -4  |
| 4    | Albania          | 1  | 6 | 0 | 1 | 5 | 2  | 18 | -16 |

| Squadra          | Irlanda (bandiera) | Irlanda del Nord (bandiera) | Ungheria (bandiera) | Albania (bandiera) |
| ---------------- | ------------------ | --------------------------- | ------------------- | ------------------ |
| Irlanda          |                    | 3 - 0                       | 1 - 0               | 5 - 1              |
| Irlanda del Nord | 1 - 6              |                             | 1 - 1               | 1 - 0              |
| Ungheria         | 0 - 4              | 3 - 2                       |                     | 6 - 0              |
| Albania          | 0 - 1              | 0 - 4                       | 1 - 1               |                    |

### Gruppo 2
| Pos. | Squadra    | Pt | G | V | N | P | GF | GS | DR  |
| ---- | ---------- | -- | - | - | - | - | -- | -- | --- |
| 1    | Finlandia  | 16 | 6 | 5 | 1 | 0 | 18 | 2  | +16 |
| 2    | Croazia    | 9  | 6 | 3 | 0 | 3 | 5  | 10 | -5  |
| 3    | Slovacchia | 8  | 6 | 2 | 2 | 2 | 7  | 8  | -1  |
| 4    | Romania    | 1  | 6 | 0 | 1 | 5 | 1  | 11 | -10 |

| Squadra    | Finlandia (bandiera) | Romania (bandiera) | Slovacchia (bandiera) | Croazia (bandiera) |
| ---------- | -------------------- | ------------------ | --------------------- | ------------------ |
| Finlandia  |                      | 6 - 0              | 4 - 0                 | 3 - 0              |
| Romania    | 0 - 1                |                    | 0 - 0                 | 0 - 1              |
| Slovacchia | 2 - 2                | 1 - 0              |                       | 4 - 0              |
| Croazia    | 0 - 2                | 2 - 1              | 2 - 0                 |                    |

### Gruppo 3
| Pos. | Squadra | Pt | G | V | N | P | GF | GS | DR  |
| ---- | ------- | -- | - | - | - | - | -- | -- | --- |
| 1    | Polonia | 16 | 6 | 5 | 1 | 0 | 11 | 4  | +7  |
| 2    | Serbia  | 10 | 6 | 3 | 1 | 2 | 10 | 5  | +5  |
| 3    | Ucraina | 6  | 6 | 2 | 0 | 4 | 5  | 7  | -2  |
| 4    | Grecia  | 3  | 6 | 1 | 0 | 5 | 3  | 13 | -10 |

| Squadra | Polonia (bandiera) | Serbia (bandiera) | Ucraina (bandiera) | Grecia (bandiera) |
| ------- | ------------------ | ----------------- | ------------------ | ----------------- |
| Polonia |                    | 2 - 1             | 2 - 1              | 2 - 0             |
| Serbia  | 1 - 1              |                   | 0 - 1              | 4 - 0             |
| Ucraina | 0 - 1              | 1 - 2             |                    | 1 - 0             |
| Grecia  | 1 - 3              | 0 - 2             | 2 - 1              |                   |

### Gruppo 4
| Pos. | Squadra              | Pt | G | V | N | P | GF | GS | DR |
| ---- | -------------------- | -- | - | - | - | - | -- | -- | -- |
| 1    | Rep. Ceca            | 13 | 6 | 4 | 1 | 1 | 11 | 4  | +7 |
| 2    | Bosnia ed Erzegovina | 11 | 6 | 3 | 2 | 1 | 8  | 6  | +2 |
| 3    | Slovenia             | 6  | 6 | 1 | 3 | 2 | 4  | 9  | -5 |
| 4    | Bielorussia          | 2  | 6 | 0 | 2 | 4 | 3  | 7  | -4 |

| Squadra              | Rep. Ceca (bandiera) | Slovenia (bandiera) | Bosnia ed Erzegovina (bandiera) | Bielorussia (bandiera) |
| -------------------- | -------------------- | ------------------- | ------------------------------- | ---------------------- |
| Rep. Ceca            |                      | 4 - 0               | 2 - 2                           | 2 - 1                  |
| Slovenia             | 0 - 2                |                     | 2 - 1                           | 0 - 0                  |
| Bosnia ed Erzegovina | 1 - 0                | 1 - 1               |                                 | 1 - 0                  |
| Bielorussia          | 0 - 1                | 1 - 1               | 1 - 2                           |                        |

Legenda:
      Promosse in Lega A delle qualificazioni al campionato europeo femminile di calcio 2025.
      Qualificate al play-off A-B.
      Qualificate al play-off B-C.
      Retrocesse in Lega C delle qualificazioni al campionato europeo femminile di calcio 2025.

### Raffronto tra le terze classificate
| Pos | Gr | Squadra          | Pt | G | V | N | P | GF | GS | DR |
| --- | -- | ---------------- | -- | - | - | - | - | -- | -- | -- |
| 1   | B2 | Slovacchia       | 8  | 6 | 2 | 2 | 2 | 7  | 8  | -1 |
| 2   | B1 | Irlanda del Nord | 7  | 6 | 2 | 1 | 3 | 9  | 13 | -4 |
| 3   | B3 | Ucraina          | 6  | 6 | 2 | 0 | 4 | 5  | 7  | -2 |
| 4   | B4 | Slovenia         | 6  | 6 | 1 | 3 | 2 | 4  | 9  | -5 |

## Lega C

### Gruppo 1
| Pos. | Squadra  | Pt | G | V | N | P | GF | GS | DR  |
| ---- | -------- | -- | - | - | - | - | -- | -- | --- |
| 1    | Malta    | 16 | 6 | 5 | 1 | 0 | 13 | 1  | +12 |
| 2    | Lettonia | 10 | 6 | 3 | 1 | 2 | 17 | 6  | +11 |
| 3    | Andorra  | 4  | 6 | 1 | 1 | 4 | 2  | 17 | -15 |
| 4    | Moldavia | 3  | 6 | 0 | 3 | 3 | 4  | 12 | -8  |

| Squadra  | Malta (bandiera) | Moldavia (bandiera) | Lettonia (bandiera) | Andorra (bandiera) |
| -------- | ---------------- | ------------------- | ------------------- | ------------------ |
| Malta    |                  | 2 - 0               | 2 - 1               | 5 - 0              |
| Moldavia | 0 - 0            |                     | 3 - 3               | 1 - 2              |
| Lettonia | 0 - 1            | 5 - 0               |                     | 4 - 0              |
| Andorra  | 0 - 3            | 0 - 0               | 0 - 4               |                    |

### Gruppo 2
| Pos. | Squadra     | Pt | G | V | N | P | GF | GS | DR  |
| ---- | ----------- | -- | - | - | - | - | -- | -- | --- |
| 1    | Turchia     | 18 | 6 | 6 | 0 | 0 | 16 | 0  | +16 |
| 2    | Lituania    | 5  | 6 | 1 | 2 | 3 | 4  | 9  | -5  |
| 3    | Lussemburgo | 5  | 6 | 1 | 2 | 3 | 6  | 11 | -5  |
| 4    | Georgia     | 5  | 6 | 1 | 2 | 3 | 5  | 11 | -6  |

| Squadra     | Turchia (bandiera) | Lussemburgo (bandiera) | Lituania (bandiera) | Georgia (bandiera) |
| ----------- | ------------------ | ---------------------- | ------------------- | ------------------ |
| Turchia     |                    | 1 - 0                  | 2 - 0               | 2 - 0              |
| Lussemburgo | 0 - 4              |                        | 1 - 1               | 1 - 1              |
| Lituania    | 0 - 4              | 0 - 2                  |                     | 0 - 0              |
| Georgia     | 0 - 3              | 4 - 2                  | 0 - 3               |                    |

### Gruppo 3
| Pos. | Squadra     | Pt | G | V | N | P | GF | GS | DR  |
| ---- | ----------- | -- | - | - | - | - | -- | -- | --- |
| 1    | Azerbaigian | 16 | 6 | 5 | 1 | 0 | 9  | 2  | +7  |
| 2    | Montenegro  | 12 | 6 | 4 | 0 | 2 | 14 | 4  | +10 |
| 3    | Cipro       | 7  | 6 | 2 | 1 | 3 | 3  | 6  | -3  |
| 4    | Fær Øer     | 0  | 6 | 0 | 0 | 6 | 1  | 15 | -14 |

| Squadra     | Azerbaigian (bandiera) | Montenegro (bandiera) | Cipro (bandiera) | Fær Øer (bandiera) |
| ----------- | ---------------------- | --------------------- | ---------------- | ------------------ |
| Azerbaigian |                        | 3 - 0                 | 1 - 1            | 1 - 0              |
| Montenegro  | 0 - 1                  |                       | 2 - 0            | 9 - 0              |
| Cipro       | 0 - 1                  | 0 - 2                 |                  | 1 - 0              |
| Fær Øer     | 1 - 2                  | 0 - 1                 | 0 - 1            |                    |

### Gruppo 4
| Pos. | Squadra    | Pt | G | V | N | P | GF | GS | DR  |
| ---- | ---------- | -- | - | - | - | - | -- | -- | --- |
| 1    | Israele    | 16 | 6 | 5 | 1 | 0 | 21 | 2  | +19 |
| 2    | Estonia    | 10 | 6 | 3 | 1 | 2 | 11 | 11 | 0   |
| 3    | Kazakistan | 8  | 6 | 2 | 2 | 2 | 6  | 5  | +1  |
| 4    | Armenia    | 0  | 6 | 0 | 0 | 6 | 5  | 25 | -20 |

| Squadra    | Israele (bandiera) | Estonia (bandiera) | Kazakistan (bandiera) | Armenia (bandiera) |
| ---------- | ------------------ | ------------------ | --------------------- | ------------------ |
| Israele    |                    | 4 - 1              | 0 - 0                 | 6 - 1              |
| Estonia    | 0 - 5              |                    | 0 - 0                 | 5 - 1              |
| Kazakistan | 0 - 2              | 0 - 1              |                       | 4 - 1              |
| Armenia    | 0 - 4              | 1 - 4              | 1 - 2                 |                    |

### Gruppo 5
| Pos. | Squadra            | Pt | G | V | N | P | GF | GS | DR |
| ---- | ------------------ | -- | - | - | - | - | -- | -- | -- |
| 1    | Kosovo             | 10 | 4 | 3 | 1 | 0 | 10 | 2  | +8 |
| 2    | Bulgaria           | 5  | 4 | 1 | 2 | 1 | 4  | 7  | -3 |
| 3    | Macedonia del Nord | 1  | 4 | 0 | 1 | 3 | 3  | 8  | -5 |

| Squadra            | Macedonia del Nord (bandiera) | Kosovo (bandiera) | Bulgaria (bandiera) |
| ------------------ | ----------------------------- | ----------------- | ------------------- |
| Macedonia del Nord |                               | 0 - 2             | 0 - 1               |
| Kosovo             | 3 - 1                         |                   | 5 - 1               |
| Bulgaria           | 2 - 2                         | 0 - 0             |                     |

Legenda:
      Promosse in Lega B delle qualificazioni al campionato europeo femminile di calcio 2025.
      Qualificate al play-off B-C.

### Raffronto tra le seconde classificate
| Pos | Gr | Squadra    | Pt | G | V | N | P | GF | GS | DR |
| --- | -- | ---------- | -- | - | - | - | - | -- | -- | -- |
| 1   | C1 | Lettonia   | 6  | 4 | 2 | 0 | 2 | 9  | 3  | +6 |
| 2   | C3 | Montenegro | 6  | 4 | 2 | 0 | 2 | 4  | 4  | 0  |
| 3   | C5 | Bulgaria   | 5  | 4 | 1 | 2 | 1 | 4  | 7  | -3 |
| 4   | C4 | Estonia    | 4  | 4 | 1 | 1 | 2 | 2  | 9  | -7 |
| 5   | C2 | Lituania   | 1  | 4 | 0 | 1 | 3 | 1  | 9  | -8 |

## Spareggi
Gli accoppiamenti dei play-off promozione/retrocessione sono stati sorteggiati l'11 dicembre 2023.

### Play-off A-B
| Squadra 1            | Totale | Squadra 2 | Andata | Ritorno |
| -------------------- | ------ | --------- | ------ | ------- |
| Serbia               | 2 - 3  | Islanda   | 1 - 1  | 1 - 2   |
| Ungheria             | 2 - 10 | Belgio    | 1 - 5  | 1 - 5   |
| Bosnia ed Erzegovina | 0 - 10 | Svezia    | 0 - 5  | 0 - 5   |
| Croazia              | 0 - 8  | Norvegia  | 0 - 3  | 0 - 5   |

### Play-off B-C
| Squadra 1  | Totale | Squadra 2        | Andata | Ritorno |
| ---------- | ------ | ---------------- | ------ | ------- |
| Lettonia   | 0 - 9  | Slovacchia       | 0 - 3  | 0 - 6   |
| Montenegro | 1 - 3  | Irlanda del Nord | 0 - 2  | 1 - 1   |
| Bulgaria   | 0 - 7  | Ucraina          | 0 - 4  | 0 - 3   |

## Classifica finale
A dicembre 2023 l'UEFA ha pubblicato una classifica provvisoria, basata solo sui risultati della prima fase del torneo. Questa graduatoria è stata usata per suddividere le nazionali nelle sei fasce per i sorteggi dei gironi di qualificazione al campionato europeo femminile di calcio 2025.

### Lega A
|         | Pos. | Squadra     | Pos. gruppo | Pt | G | V | N | P | GF | GS | DR  |
| ------- | ---- | ----------- | ----------- | -- | - | - | - | - | -- | -- | --- |
| Oro     | 1.   | Spagna      | 1-A4        | 15 | 6 | 5 | 0 | 1 | 23 | 9  | +14 |
| Argento | 2.   | Francia     | 1-A2        | 16 | 6 | 5 | 1 | 0 | 9  | 1  | +8  |
| Bronzo  | 3.   | Germania    | 1-A3        | 13 | 6 | 4 | 1 | 1 | 14 | 3  | +11 |
|         | 4.   | Paesi Bassi | 1-A1        | 12 | 6 | 4 | 0 | 2 | 14 | 6  | +8  |
|         | 5.   | Inghilterra | 2-A1        | 12 | 6 | 4 | 0 | 2 | 15 | 8  | +7  |
|         | 6.   | Danimarca   | 2-A3        | 12 | 6 | 4 | 0 | 2 | 10 | 6  | +4  |
|         | 7.   | Italia      | 2-A4        | 10 | 6 | 3 | 1 | 2 | 8  | 5  | +3  |
|         | 8.   | Austria     | 2-A2        | 10 | 6 | 3 | 1 | 2 | 7  | 8  | -1  |
|         | 9.   | Islanda     | 3-A3        | 9  | 6 | 3 | 0 | 3 | 4  | 8  | -4  |
|         | 10.  | Belgio      | 3-A1        | 8  | 6 | 2 | 2 | 2 | 7  | 10 | -3  |
|         | 11.  | Svezia      | 3-A4        | 7  | 6 | 2 | 1 | 3 | 8  | 10 | -2  |
|         | 12.  | Norvegia    | 3-A2        | 5  | 6 | 1 | 2 | 3 | 9  | 8  | +1  |
|         | 13.  | Portogallo  | 4-A2        | 3  | 6 | 1 | 0 | 5 | 5  | 13 | -8  |
|         | 14.  | Svizzera    | 4-A4        | 3  | 6 | 1 | 0 | 5 | 2  | 17 | -15 |
|         | 15.  | Scozia      | 4-A1        | 2  | 6 | 0 | 2 | 4 | 3  | 15 | -12 |
|         | 16.  | Galles      | 4-A3        | 1  | 6 | 0 | 1 | 5 | 4  | 15 | -11 |

Legenda:
      Ammesse alla fase finale.
  Ammesse ai play-off A-B.
      Retrocesse in Lega B.

### Lega B
|  | Pos. | Squadra              | Pos. gruppo | Pt | G | V | N | P | GF | GS | DR  |
|  | ---- | -------------------- | ----------- | -- | - | - | - | - | -- | -- | --- |
|  | 17.  | Irlanda              | 1-B1        | 18 | 6 | 6 | 0 | 0 | 20 | 2  | +18 |
|  | 18.  | Finlandia            | 1-B2        | 16 | 6 | 5 | 1 | 0 | 18 | 2  | +16 |
|  | 19.  | Polonia              | 1-B3        | 13 | 6 | 5 | 1 | 0 | 11 | 4  | +7  |
|  | 20.  | Rep. Ceca            | 1-B4        | 13 | 6 | 4 | 1 | 1 | 11 | 4  | +7  |
|  | 21.  | Bosnia ed Erzegovina | 2-B4        | 11 | 6 | 3 | 2 | 1 | 8  | 6  | +2  |
|  | 22.  | Serbia               | 2-B3        | 10 | 6 | 3 | 1 | 2 | 10 | 5  | +5  |
|  | 23.  | Croazia              | 2-B2        | 9  | 6 | 3 | 0 | 3 | 5  | 10 | -5  |
|  | 24.  | Ungheria             | 2-B1        | 8  | 6 | 2 | 2 | 2 | 11 | 9  | +2  |
|  | 25.  | Slovacchia           | 3-B2        | 8  | 6 | 2 | 2 | 2 | 7  | 8  | -1  |
|  | 26.  | Irlanda del Nord     | 3-B1        | 7  | 6 | 2 | 1 | 3 | 9  | 13 | -4  |
|  | 27.  | Ucraina              | 3-B3        | 6  | 6 | 2 | 0 | 4 | 5  | 7  | -2  |
|  | 28.  | Slovenia             | 3-B4        | 6  | 6 | 1 | 3 | 2 | 4  | 9  | -5  |
|  | 29.  | Grecia               | 4-B3        | 3  | 6 | 1 | 0 | 5 | 3  | 13 | -10 |
|  | 30.  | Bielorussia          | 4-B4        | 2  | 6 | 0 | 2 | 4 | 3  | 7  | -4  |
|  | 31.  | Romania              | 4-B2        | 1  | 6 | 0 | 1 | 5 | 1  | 11 | -10 |
|  | 32.  | Albania              | 4-B1        | 1  | 6 | 0 | 1 | 5 | 2  | 18 | -16 |

Legenda:
      Promosse in Lega A.
  Ammesse ai play-off A-B.
  Ammesse ai play-off B-C.
      Retrocesse in Lega C.

### Lega C
|  | Pos. | Squadra            | Pos. gruppo | Pt | G | V | N | P | GF | GS | DR  |
|  | ---- | ------------------ | ----------- | -- | - | - | - | - | -- | -- | --- |
|  | 33.  | Turchia            | 1-C2        | 12 | 4 | 4 | 0 | 0 | 11 | 0  | +11 |
|  | 34.  | Malta              | 1-C1        | 12 | 4 | 4 | 0 | 0 | 11 | 1  | +10 |
|  | 35.  | Israele            | 1-C4        | 10 | 4 | 3 | 1 | 0 | 11 | 1  | +10 |
|  | 36.  | Kosovo             | 1-C5        | 10 | 4 | 3 | 1 | 0 | 10 | 2  | +8  |
|  | 37.  | Azerbaigian        | 1-C3        | 10 | 4 | 3 | 1 | 0 | 6  | 1  | +5  |
|  | 38.  | Lettonia           | 2-C1        | 6  | 4 | 2 | 0 | 2 | 9  | 3  | +6  |
|  | 39.  | Montenegro         | 2-C3        | 6  | 4 | 2 | 0 | 2 | 4  | 4  | 0   |
|  | 40.  | Bulgaria           | 2-C5        | 5  | 4 | 1 | 2 | 1 | 4  | 7  | -3  |
|  | 41.  | Estonia            | 2-C4        | 4  | 4 | 1 | 1 | 2 | 2  | 9  | -7  |
|  | 42.  | Lituania           | 2-C2        | 1  | 4 | 0 | 1 | 3 | 1  | 9  | -8  |
|  | 43.  | Lussemburgo        | 3-C2        | 4  | 4 | 1 | 1 | 2 | 3  | 6  | -3  |
|  | 44.  | Kazakistan         | 3-C4        | 2  | 4 | 0 | 2 | 2 | 0  | 3  | -3  |
|  | 45.  | Macedonia del Nord | 3-C5        | 1  | 4 | 0 | 1 | 3 | 3  | 8  | -5  |
|  | 46.  | Cipro              | 3-C3        | 1  | 4 | 0 | 1 | 3 | 1  | 6  | -5  |
|  | 47.  | Andorra            | 3-C1        | 0  | 4 | 0 | 0 | 4 | 0  | 16 | -16 |
|  | 48.  | Georgia            | 4-C2        | 5  | 6 | 1 | 2 | 3 | 5  | 11 | -6  |
|  | 49.  | Moldavia           | 4-C1        | 3  | 6 | 0 | 3 | 3 | 4  | 12 | -8  |
|  | 50.  | Fær Øer            | 4-C3        | 0  | 6 | 0 | 0 | 6 | 1  | 15 | -14 |
|  | 51.  | Armenia            | 4-C4        | 0  | 6 | 0 | 0 | 6 | 5  | 25 | -20 |

Legenda:
      Promosse in Lega B.
  Ammesse ai play-off B-C.
Nota:
Le partite contro le quarte classificata dei gruppi C1, C2, C3 e C4 sono scartate in modo da poter confrontare le squadre prime, seconde e terze.

## La squadra vincitrice
Le 23 convocate della Spagna per la fase finale.
| Spagna                               | Spagna                 | Spagna            |
| Numero                               | Giocatrice             | Squadra 2023-2024 |
| Portiere                             | Portiere               | Portiere          |
| ------------------------------------ | ---------------------- | ----------------- |
| 1                                    | María Isabel Rodríguez | Real Madrid       |
| 13                                   | Catalina Coll          | Barcellona        |
| 23                                   | Elene Lete             | Real Sociedad     |
| Difenditrici                         |                        |                   |
| 19                                   | Olga Carmona           | Real Madrid       |
| 16                                   | Laia Codina            | Arsenal           |
| 2                                    | Ona Batlle             | Barcellona        |
| 12                                   | Oihane Hernández       | Real Madrid       |
| 5                                    | María Méndez           | Levante           |
| 4                                    | Irene Paredes          | Barcellona        |
| 14                                   | Laia Aleixandri        | Manchester City   |
| Centrocampiste                       |                        |                   |
| 11                                   | Alexia Putellas        | Barcellona        |
| 3                                    | Teresa Abelleira       | Real Madrid       |
| 6                                    | Aitana Bonmatí         | Barcellona        |
| 18                                   | Maite Oroz             | Real Madrid       |
| 10                                   | Jennifer Hermoso       | Tigres UANL       |
| 20                                   | Fiamma Benítez         | Valencia          |
| 21                                   | Vicky López            | Barcellona B      |
| Attaccanti                           |                        |                   |
| 17                                   | Lucía García           | Manchester United |
| 7                                    | Salma Paralluelo       | Barcellona        |
| 22                                   | Athenea del Castillo   | Real Madrid       |
| 8                                    | Mariona Caldentey      | Barcellona        |
| 15                                   | Eva Navarro            | Atlético Madrid   |
| 9                                    | Alba Redondo           | Levante           |
| Commissario tecnico: Montserrat Tomé |                        |                   |

## Classifica marcatrici
| Reti | Giocatrice         |
| ---- | ------------------ |
| 6    | Lineth Beerensteyn |
| 5    | Tessa Wullaert     |
| 5    | Klara Bühl         |
| 4    | Amalie Vangsgaard  |
| 4    | Giulia Gwinn       |
| 4    | Lea Schüller       |
| 4    | Aitana Bonmatí     |
| 4    | Mariona Caldentey  |
| 3    | Eileen Campbell    |
| 3    | Pernille Harder    |
| 3    | Lucy Bronze        |
| 3    | Lauren Hemp        |
| 3    | Ada Hegerberg      |
| 2    | 21 giocatrici      |
| 1    | 67 giocatrici      |

| Reti | Giocatrice         |
| ---- | ------------------ |
| 5    | Kyra Carusa        |
| 5    | Katie McCabe       |
| 5    | Ewa Pajor          |
| 4    | Linda Sällström    |
| 3    | Milena Nikolić     |
| 3    | Eveliina Summanen  |
| 3    | Simone Magill      |
| 3    | Kamila Dubcová     |
| 3    | Jovana Damnjanović |
| 3    | Patrícia Hmírová   |
| 3    | Henrietta Csiszár  |
| 2    | 28 giocatrici      |
| 1    | 48 giocatrici      |

| Reti | Giocatrice            |
| ---- | --------------------- |
| 9    | Sharon Beck           |
| 8    | Haley Bugeja          |
| 6    | Lisette Tammik        |
| 6    | Karlīna Miksone       |
| 5    | Armisa Kuč            |
| 5    | Birgül Sadikoğlu      |
| 4    | Olga Ševcova          |
| 3    | Emma Treiberg         |
| 3    | Erëleta Memeti        |
| 3    | Anastasija Poļuhoviča |
| 3    | Slađana Bulatović     |
| 2    | 17 giocatrici         |
| 1    | 61 giocatrici         |

| Reti | Giocatrice         |
| ---- | ------------------ |
| 5    | Tessa Wullaert     |
| 2    | Jill Janssens      |
| 2    | Sari Kees          |
| 2    | Sophie Román Haug  |
| 2    | Frida Maanum       |
| 2    | Tamara Morávková   |
| 2    | Filippa Angeldahl  |
| 2    | Pauline Hammarlund |
| 2    | Madelen Janogy     |
| 2    | Inna Hlushchenko   |
| 1    | 31 giocatrici      |